# 韋德爾-亞爾斯堡山
85°39′S 165°8′W / 85.650°S 165.133°W
韋德爾-亞爾斯堡山是南極洲的山峰，位於露絲加德山西南面3.7公里，屬於毛德王后山脈中夸爾斯山脈的一部分，處於庫珀冰川和鮑曼冰川之間，該山峰在1911年11月由挪威極地探險家羅爾德·阿蒙森發現。